# Максим Стрезов
Максим Ставрев Стрезов е български революционер, войвода на Вътрешната македонска революционна организация.

## Биография
Стрезов е роден в охридското село Мраморец, тогава в Османската империя, днес в Северна Македония. След края на Първата световна война участва във възстановяването на ВМРО и в 1920 година става войвода на първата чета в Охридско. След операция на властите срещу него, бяга в Албания, където е интерниран в Берат. След освобождаването си се установява в България.
През 1923 година е в четата на Георги Попхристов и обикаля Битолско. Влиза в Охрид, за да накаже обезчестилия жена му околийски началник, но не успява. След това създава нелегална група от 4-5 души в Мраморец и обикаля Горна Дебърца и Кичевско.
След убийството на Александър Протогеров в 1928 година е на страната на протогеровистите. Убит е в кръчмата „Автономна Македония“ на 15 януари 1930 година. Според Кирил Пърличев убийците му са Дончо Зафиров, Димчо Стефанов, Славе Наумов Чавчето, Владо Шофьора и Миле Кучкара.